# Selmeczi Kovács Attila
Selmeczi Kovács Attila (Székesfehérvár, 1942. május 16. – ?, 2024. július 10.) magyar néprajzkutató, 1986–1998 között a Néprajzi Múzeum főigazgató-helyettese.

## Pályafutása
A gyöngyösi Berze Nagy János Gimnáziumban tanult. Egyetemi tanulmányait a debreceni Kossuth Lajos Tudományegyetemen végezte magyar-néprajz szakon, majd 1962-től a Magyar Mezőgazdasági Múzeum muzeológusa lett. 1969-ben bölcsészdoktori címet szerzett.
1976-tól a debreceni KLTE Néprajzi Tanszéke mellett működő akadémiai kutatóhely tudományos munkatársa, 1979-től a Magyar Tudományos Akadémia Néprajzi Kutatócsoportjának tudományos főmunkatársa, majd osztályvezetője volt. 1978-tól kandidátus. 1986-1998 között a Néprajzi Múzeum főigazgató-helyettese volt. Ezután főtanácsos muzeológus volt. 2007-ben ment nyugdíjba. 1996-tól a Magyar Tudományos Akadémián néprajztudomány doktora fokozatot szerzett.
Elsősorban a gazdaságnéprajz, tudománytörténet, eszközkultúra és a népművészet témáit vizsgálta. Fontos része volt munkásságának a muzeológiai munka és a néprajzi oktatás. Tudományos kutató- és feldolgozómunkája eredményét 10-nél több önálló könyvben és kb. 400 szakcikkben publikálta itthon és külföldön. A muzeológiai tevékenység keretében 12 kiállítást rendezett, ebből 5-öt külföldön. Legjelentősebb A magyar nép hagyományos kultúrája című állandó kiállítás volt a Néprajzi Múzeumban, amely 1991-ben nyílt meg 13 teremben, 1997-ben pedig teljes felújításra került. (A kiállítás a múzeum régi, Kossuth Lajos téri épületének bezárásáig, 2017-ig volt látható.) 1996-ban a Finnugor népek világkongresszusa alkalmából Rokonnépek és őshazák című 12 teremből álló, 4 külföldi múzeum közreműködésével készült időszaki kiállítás rendezését vezette.
1981–1994 és 1996–1997 között a Néprajzi Múzeum évkönyvének, a Néprajzi Értesítőnek szerkesztője. 1990-ben megindította a múzeum tudománytörténeti sorozatát Series Historica Ethnographiae címmel, melynek 10 kötete látott napvilágot. Felelevenítette a nagy múltú Magyar Népművészet sorozatot 1994-től több kötet kiadásával. 1993-ban megindította A Néprajzi Múzeum tárgykatalógusai című sorozatot az OTKA program keretében. 1999-től a hazai muzeológia központi folyóirata, a Magyar Múzeumok főszerkesztője. 2011–2016 között a Honismeret folyóirat szerkesztője volt.

## Elismerései
- 1994 Móra Ferenc-díj
- 1998 Györffy István-emlékérem
- 2003 A Magyar Kultúra Lovagja

## Főbb művei
- 1968 A zsúpfedél készítése a keleti palócoknál. Ethnographia
- 1973 A csűrök építése és használata (Kérdőívek és gyűjtési útmutatók 4.), Budapest, Néprajzi Múzeum - Szabadtéri Néprajzi Múzeum
- 1988 A "sváb szórómalom" Magyarországon. Ethnographia XCIX
- 1988 A kunok nomadizmusának kérdéséhez. A Herman Ottó Múzeum Évkönyve XXV-XXVI
- 1990 Ikvai Nándor 1935–1988. Agrártörténeti Szemle XXXII, 269-279
- 1993 A magyarországi olajnövény-kultúra : történeti-néprajzi monográfia. Akadémiai Kiadó.
- 1997 Khín Antal és a vizahalászat. Honismeret 25/3, 73-76
- 1997 Xántus János muzeológiai tevékenysége. Néprajzi Értesítő LXXIX
- 1999 Kézimalmok a Kárpát-medencében. Eszköztörténeti monográfia. Néprajzi Múzeum, Budapest
- 1999 A Kossuth-címer. Legenda és valóság. Ethnographia CX
- 2001 Nemzeti jelképek. Magyar Népművészet XXVI. Budapest
- 2003 Kossuth Lajos emléke a népművészetben. Honismeret 30/6.
- 2009 Elfeledett magyar mesterségek és népélet
- 2012 Eszköztörténet és tárgykultúra. DE Néprajzi Tanszék, Debrecen (Magyar néprajzi könyvtár)
- 2012 Régi magyar mintakincs. Cser–Néprajzi Múzeum, Budapest (tsz. Tasnádi Zsuzsanna)
- 2014 Nemzeti jelképek a magyar népművészetben
- 2017 Régi népélet. DE Néprajzi Tanszéke, Debrecen (Néprajz egyetemi hallgatóknak)
- 2020 A táj szerepe a Káli-medence hagyományos gazdálkodásában. Magyar Néprajzi Társaság, Budapest
- 2021 Vízimalmok és molnárok a Mátraalján. Honismereti Szövetség, Budapest
- 2021 A sokarcú népi gazdálkodás. Honismereti Szövetség, Budapest
- 2023 Hajdanvolt népélet. magánkiadás, Budapest